# Laperche
Laperche település Franciaországban, Lot-et-Garonne megyében. Lakosainak száma 141 fő (2022. január 1.). Laperche Lavergne, Armillac, Saint-Barthélemy-d’Agenais, Tombebœuf és Tourtrès községekkel határos.

## Népesség
A település népességének változása:
| Lakosok száma | 158  | 150  | 125  | 123  | 137  | 134  | 127  | 136  | 141  | 141  |
|               | 1968 | 1982 | 1990 | 2006 | 2013 | 2015 | 2017 | 2019 | 2020 | 2022 |